# Sunburst
 (mai 2011).
Si vous disposez d'ouvrages ou d'articles de référence ou si vous connaissez des sites web de qualité traitant du thème abordé ici, merci de compléter l'article en donnant les références utiles à sa vérifiabilité et en les liant à la section « Notes et références ».

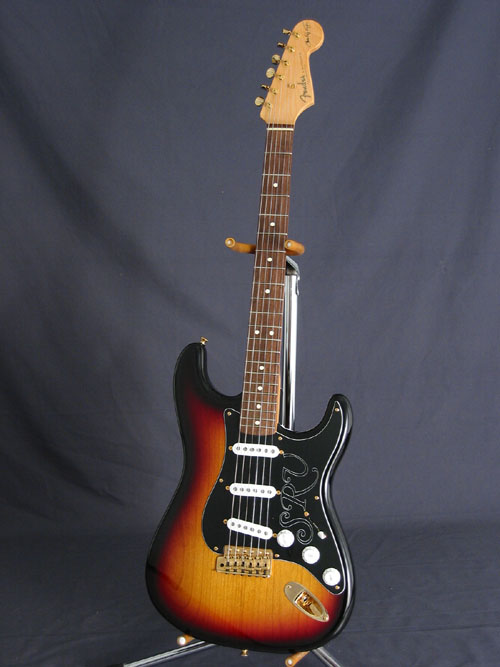
Guitare Fender SRV Signature Stratocaster en finition Sunburst.

Sunburst est un type de finition pour les guitares (électriques, acoustiques et basses). Une finition sunburst consiste en une répartition particulière des couleurs sur la table d'harmonie, claire au centre, laissant apparaître les veines du bois, et de plus en plus sombre en se rapprochant des bords, souvent noirs. On parle parfois de « dégradé sunburst ».